# زیردریایی (فیلم ۱۹۲۸)
زیردریایی (انگلیسی: Submarine) فیلمی در ژانر درام به کارگردانی فرانک کاپرا است که در سال ۱۹۲۸ منتشر شد. از بازیگران آن می‌توان به جک هولت و جو بوردو اشاره کرد.